# 城戸武男
城戸 武男（きど たけお、1899年〈明治32年〉4月29日 - 1980年〈昭和55年〉5月5日）は、日本の建築家。戦前は表現主義やスパニッシュ風の作品を多く手がけ、戦後は機能主義建築と和風建築で秀作を残す。建築史家の城戸久は弟。

## 経歴

### 青年期
1899年（明治32年）4月29日、三重県阿山郡上野町（現・伊賀市）字忍町12番屋敷に生まれた。城戸操の長男である。
三重県立第三中学校（現・三重県立上野高等学校）を経て、1920年（大正9年）3月に名古屋高等工業学校建築科（現・名古屋工業大学）を卒業した。教授の鈴木禎次に直接薫陶を受け、それが制作への強い源泉になったと回顧している。

### 竹中工務店時代

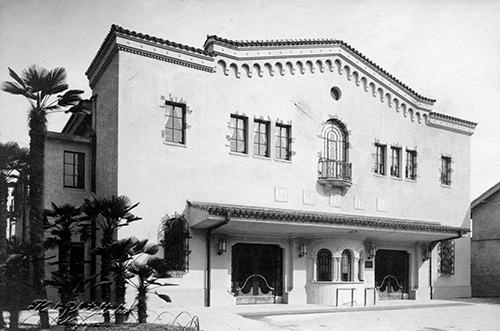
八重垣劇場

卒業後は合名会社竹中工務店に入社し、1920年（大正9年）から1923年（大正12年）には本店設計部、1923年（大正12年）から1933年（昭和8年）には名古屋支店に勤務した。1927年（昭和2年）には名古屋支店設計部主任に就任している。また、恩師である鈴木禎次の松坂屋本店（1924年）、名古屋公衆図書館（1924年）、森田病院（1927年）の設計を手伝った。
独立までに竹中工務店で設計したものとして、八重垣劇場（1930年）や名古屋株式取引所事務館（1931年）などが知られる。上野市駅（1922年）も城戸の設計とされていたが、後に大阪の建設業者の設計と判明した。
1927年（昭和2年）には覚王山日泰寺鐘楼設計競技に応募して1等入選した。1929年（昭和4年）には名古屋市庁舎設計競技にも応募している。

### 独立後
1933年（昭和8年）に竹中工務店を退社し、名古屋市東区西二葉町に城戸武男建築事務所を開設した。覚王山日泰寺鐘楼設計競技の1等入選で、松坂屋の伊藤祐民に高く評価されたことが契機である。
戦前の代表作品として、瀬戸電気鉄道小幡駅（1933年）、金城学院高等学校榮光館（基本設計は名古屋高等工業学校教授の佐藤鑑、1936年）、中北薬品京町支店（1936年）、八勝館大広間（1936年）、衆善館（1937年）などがある。このあたりの作品には、スパニッシュ風またはモダニズム的表現が取り入れられている。

### 戦後の動向
太平洋戦争中には事務所の業務が一時中断するが、戦後に業務を再開した。1961年（昭和36年）には城戸武男建築事務所を法人組織として代表取締役に就任した。1976年（昭和51年）5月21日には一級建築士として登録された。
戦後の作品としては、成田山名古屋別院大聖寺本堂（1950年）、料亭つたや（1954年、59年）、岡崎城天守閣（1958年）、芭蕉翁記念館（1959年）、彦根城佐和口多聞櫓（1960年）、椙山女学園大学校舎（1961年）などがある。伊賀上野城跡に立地する芭蕉翁記念館は、伊賀市に残る戦後モダニズム建築の事例として高評価がなされており、伊藤紘一は「外観はコンクリート打ち放しで、床面をやや上げてエントランス部分を吹き放しとしている。このため横長の平屋であっても軽快な印象を与えるデザインが特徴的である。またエントランス左右の壁面はロ字型のコンクリートブロック積みとして採光を確保するとともに、意匠的な目を引く」と評している。
事務所が受託した仕事としては、城郭や寺院など日本伝統建築の新築や復元の作品も多数ある。1980年（昭和55年）5月5日に死去した。

## 作品

### 竹中工務店時代
- 1927年 覚王山日泰寺鐘楼競技設計1等入選
- 1929年 大阪毎日新聞健康住宅競技設計入選
- 1929年 名古屋市庁舎競技設計応募
- 1930年 八重垣劇場
- 1931年 名古屋株式取引所事務館
- 1932年 神野金之助別邸

### 城戸武男建築事務所時代
- 1934年 福寿生命保険本社
- 1936年 金城学院高等学校榮光館、十一屋、八勝館大広間
- 1937年 衆善館
- 1938年 愛知時計電機並びに愛知航空機拡充諸施設
- 1940年 東邦瓦斯拡充諸施設
- 1950年 徳源寺本堂
- 1951年 上野信用金庫本店
- 1952年 成田山名古屋別院大聖寺本堂
- 1953年 天理教愛町分教会神殿、東邦瓦斯金川製造所諸施設
- 1954年 中部電力本社増築、東洋レーヨン名古屋工場食堂、犬山市庁舎
- 1955年 岐阜城天守閣
- 1956年 新岐阜ビルディング、三星毛糸寄宿舎、三星染整工場
- 1957年 上野産業会館、羽島市商工会館、神野邸
- 1958年 岡崎城天守閣、名古屋市工業研究所
- 1959年 芭蕉翁記念館、東邦瓦斯港明製造所諸施設
- 1960年 彦根城佐和口多聞櫓、中部電力畑薙山荘

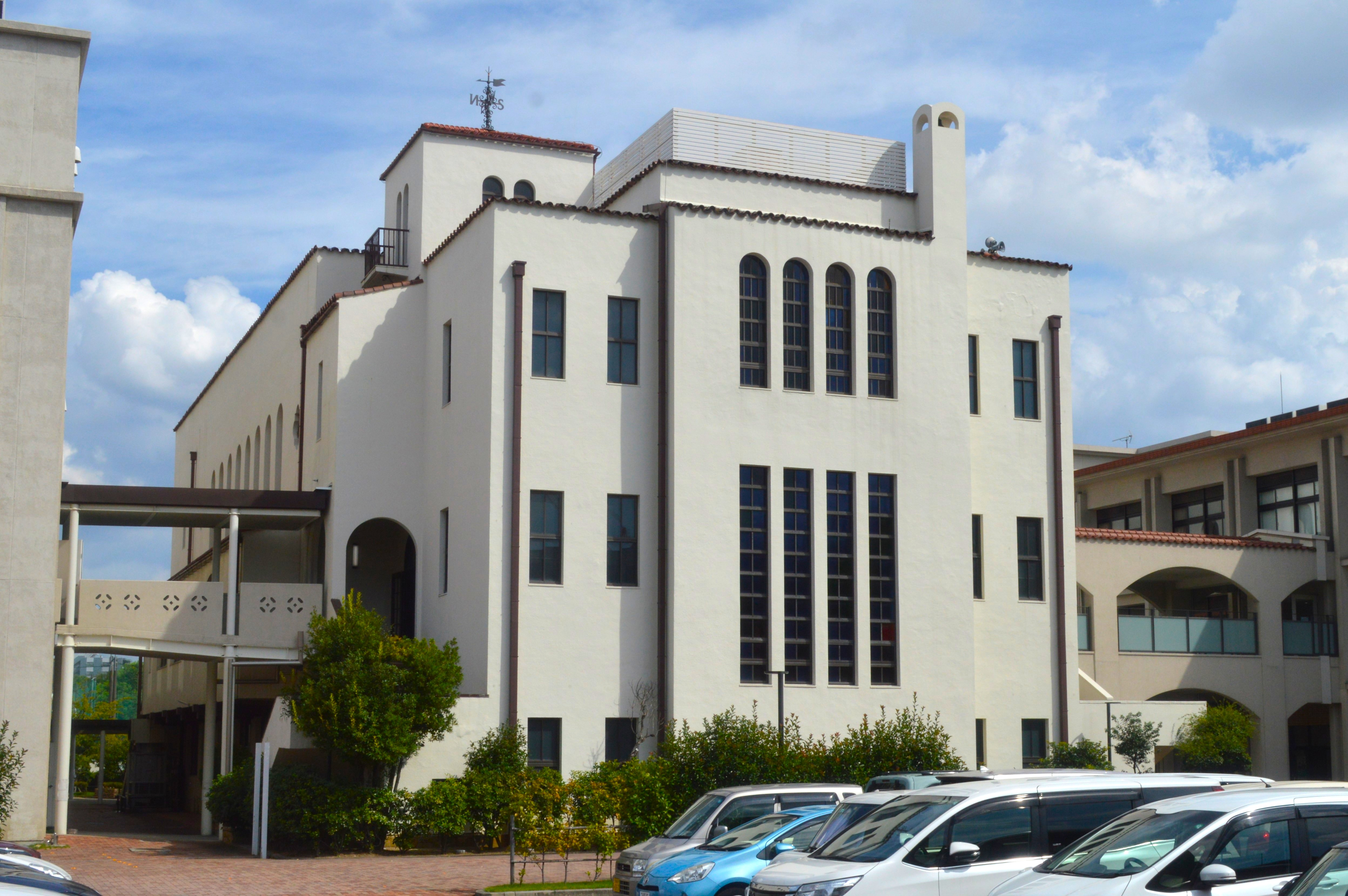
金城学院高等学校榮光館
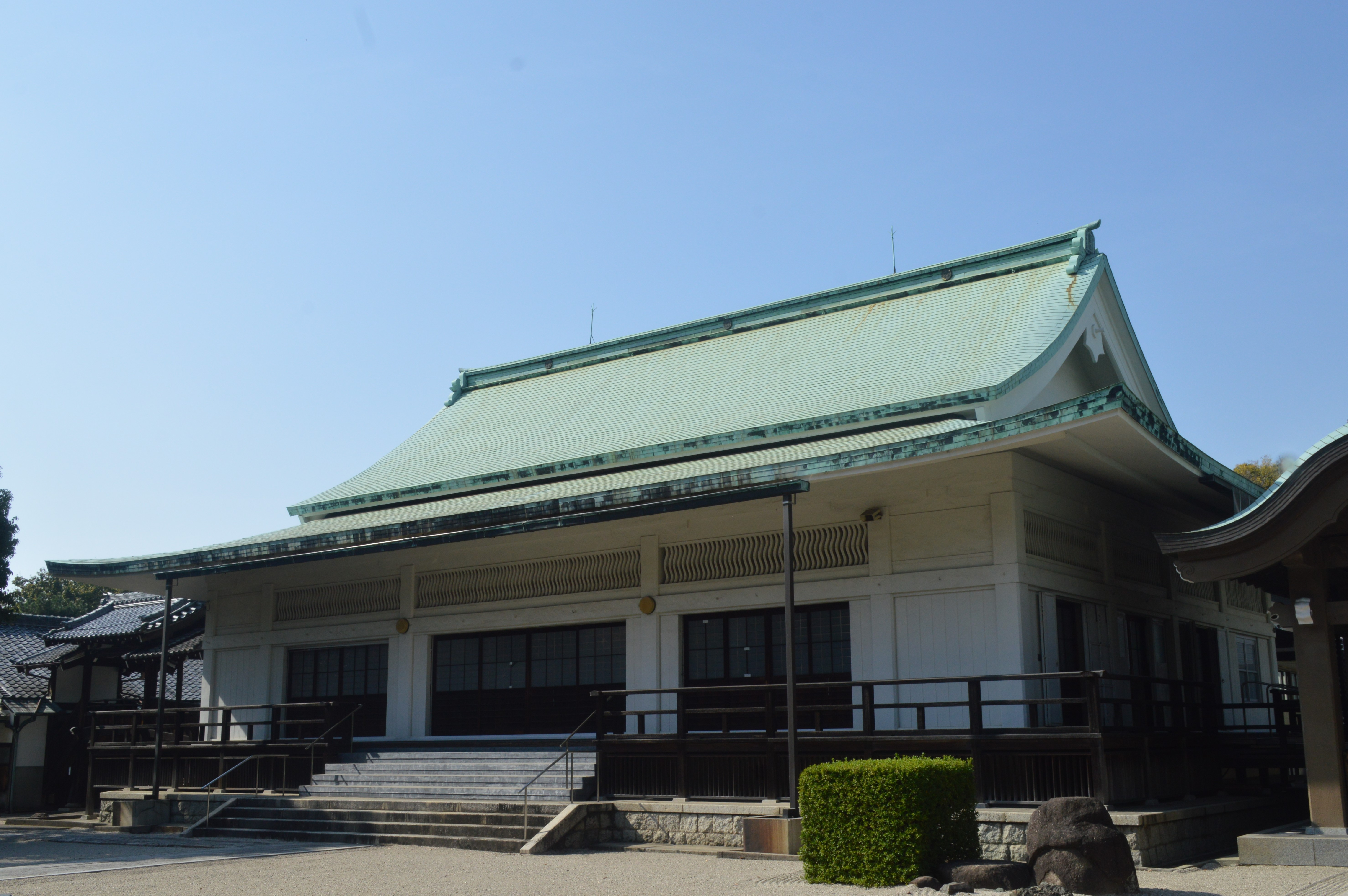
徳源寺本堂
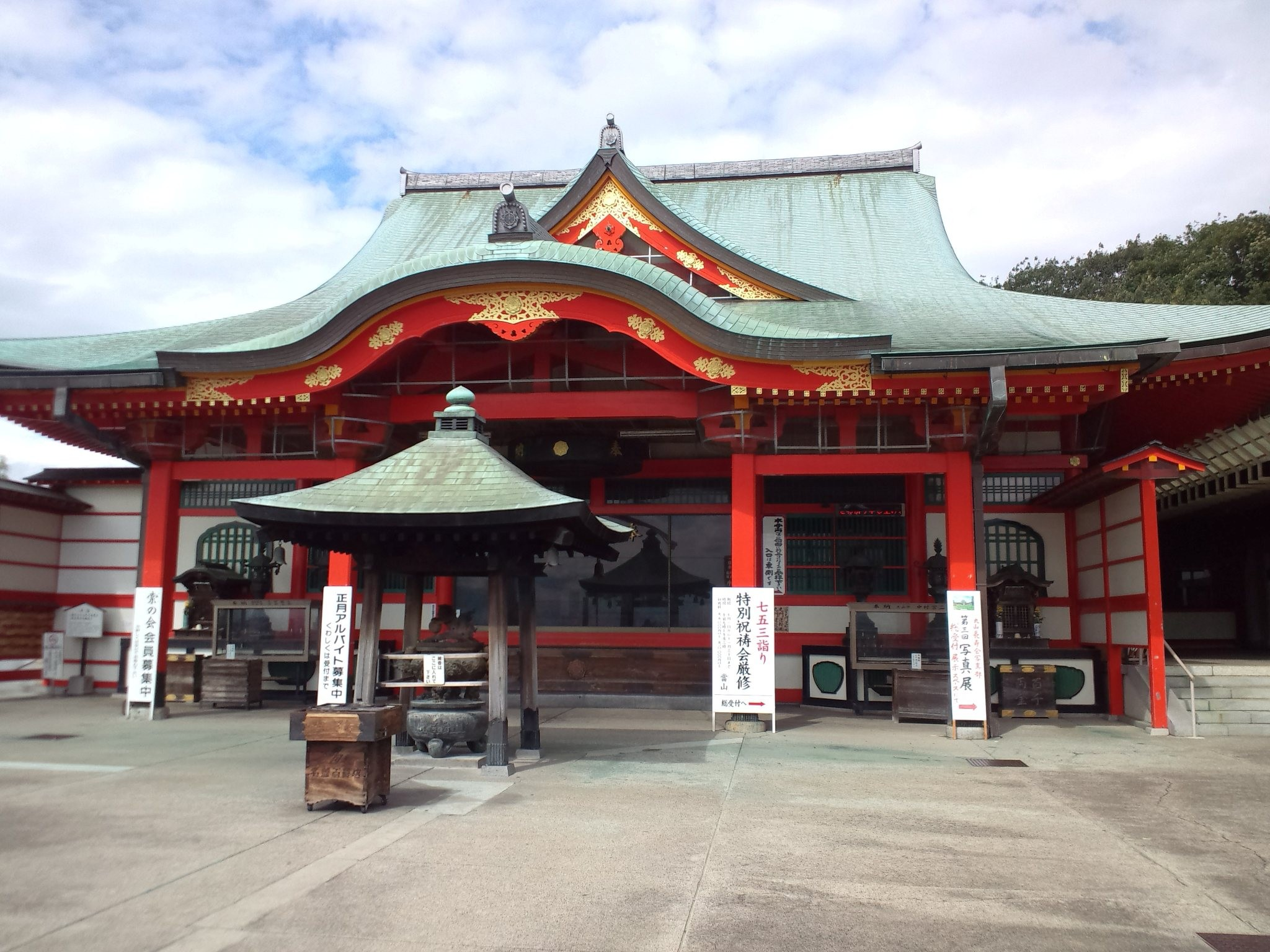
成田山名古屋別院大聖寺本堂
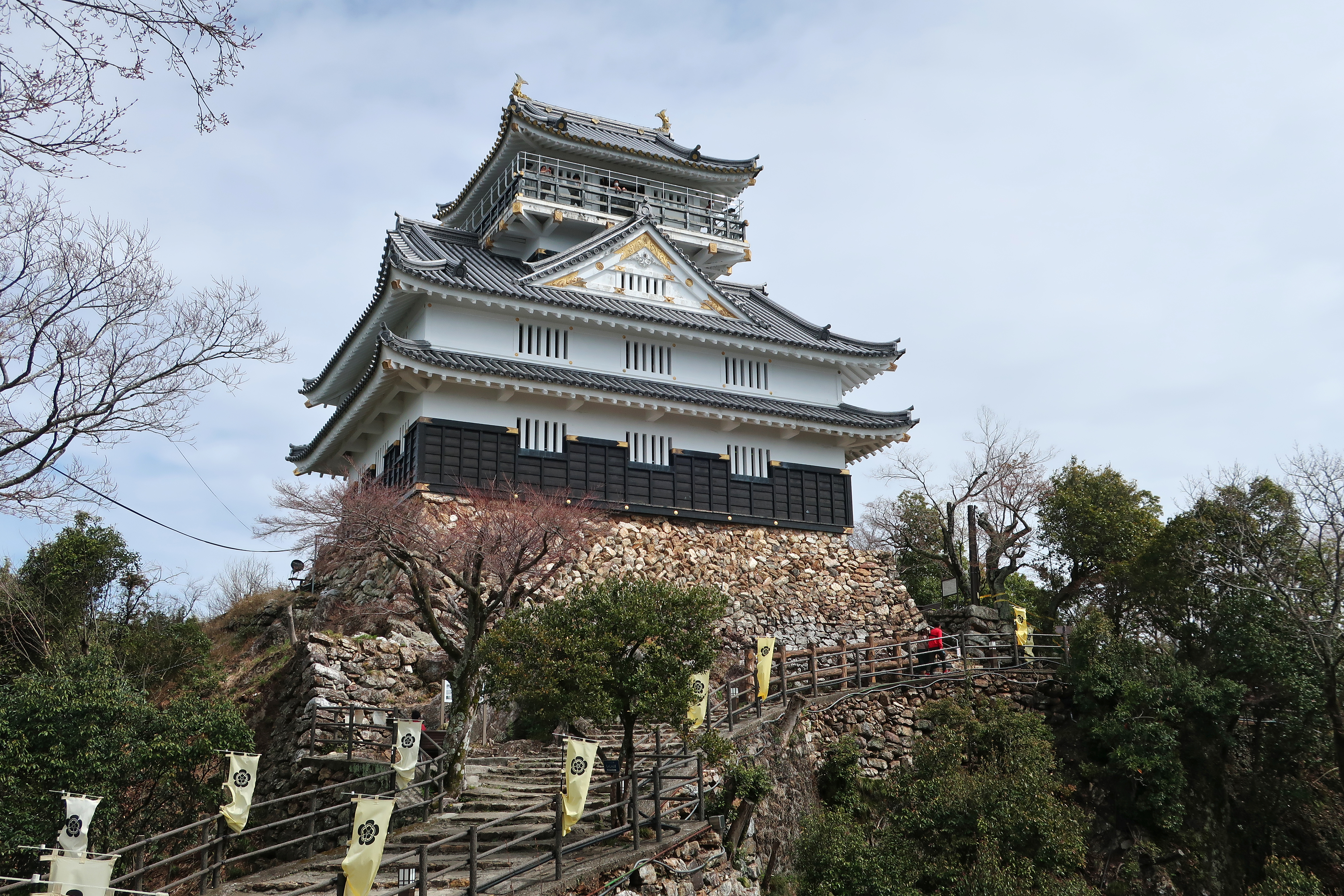
岐阜城天守閣
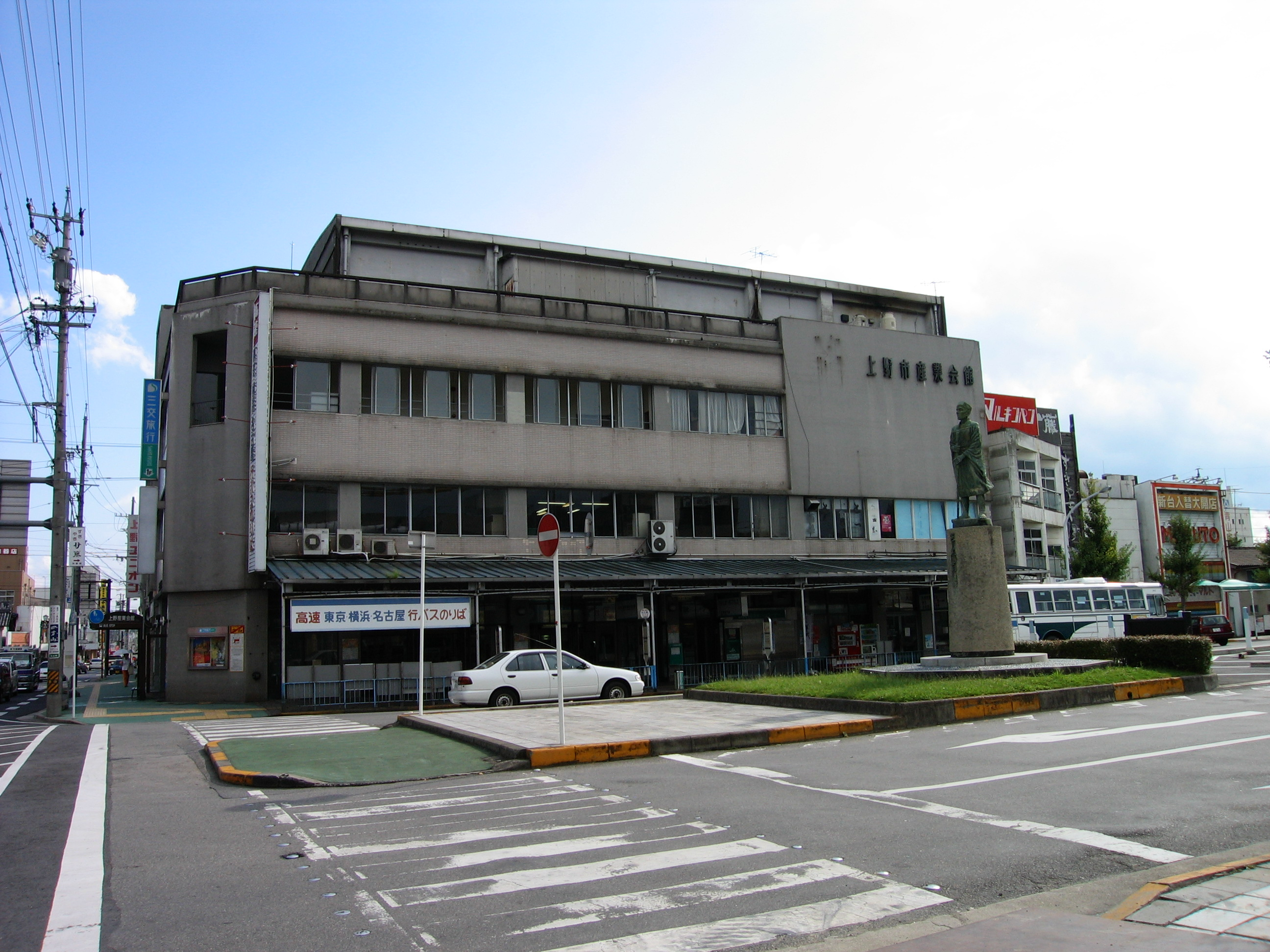
上野産業会館
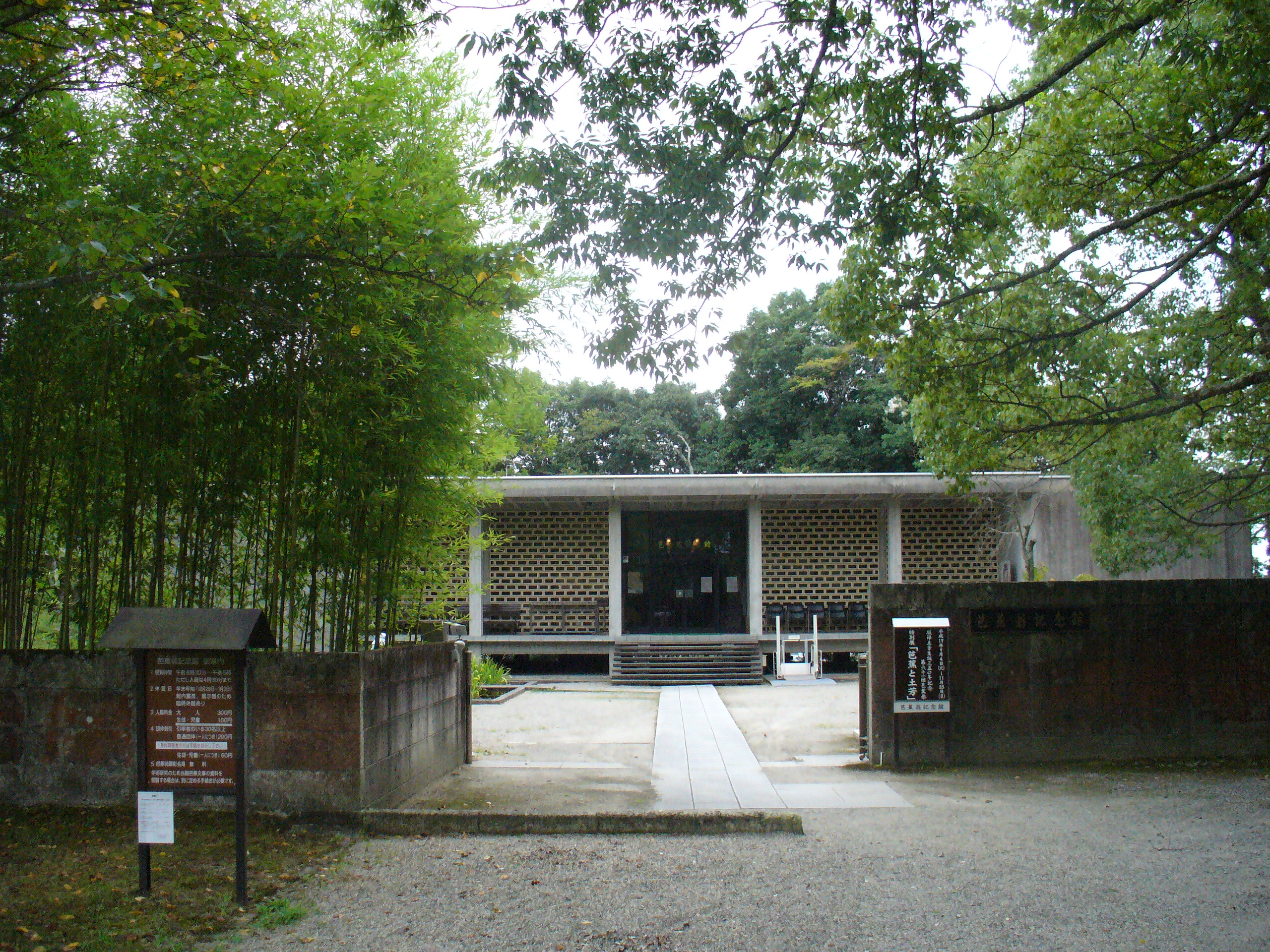
芭蕉翁記念館
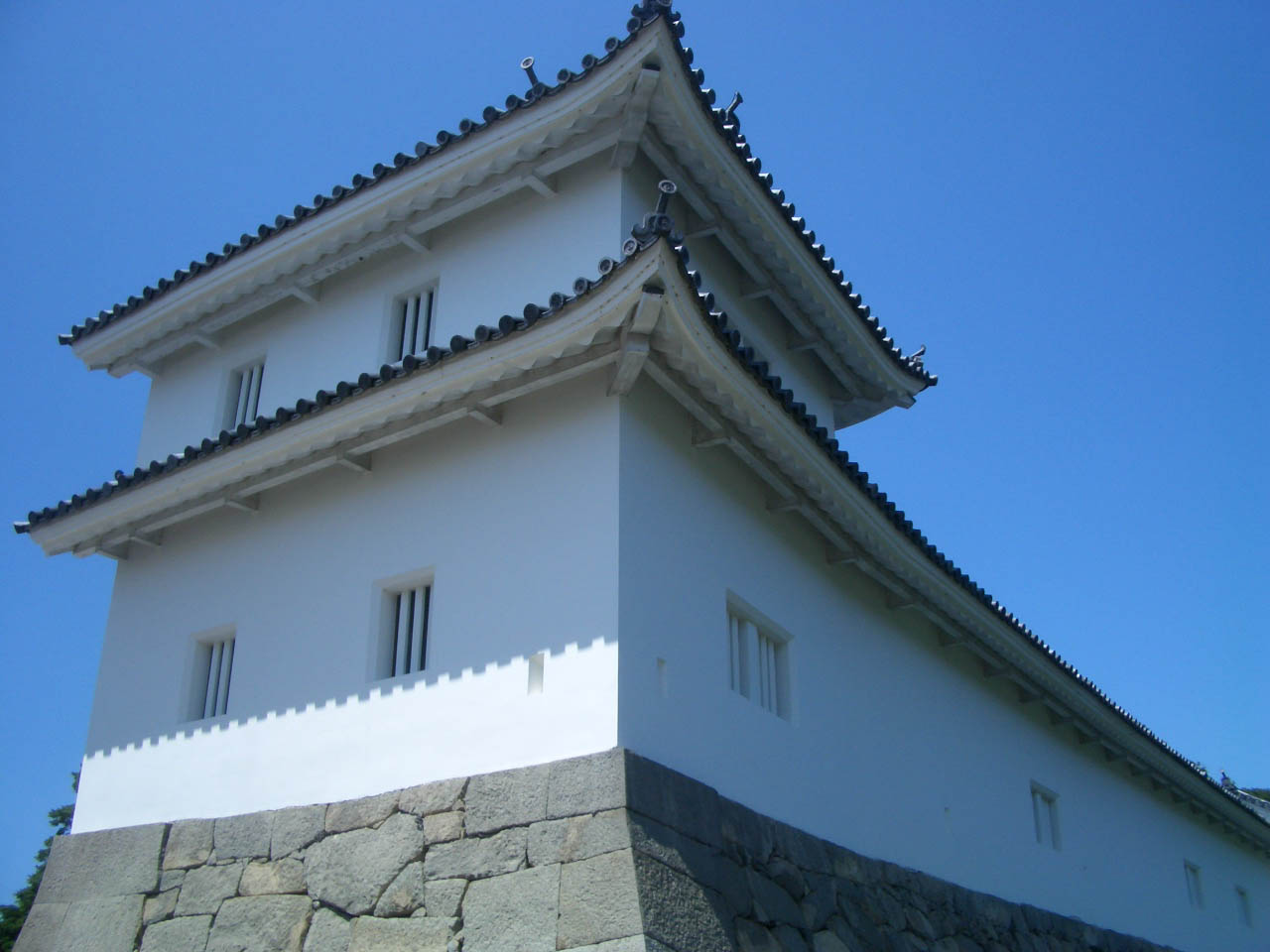
彦根城佐和口多聞櫓
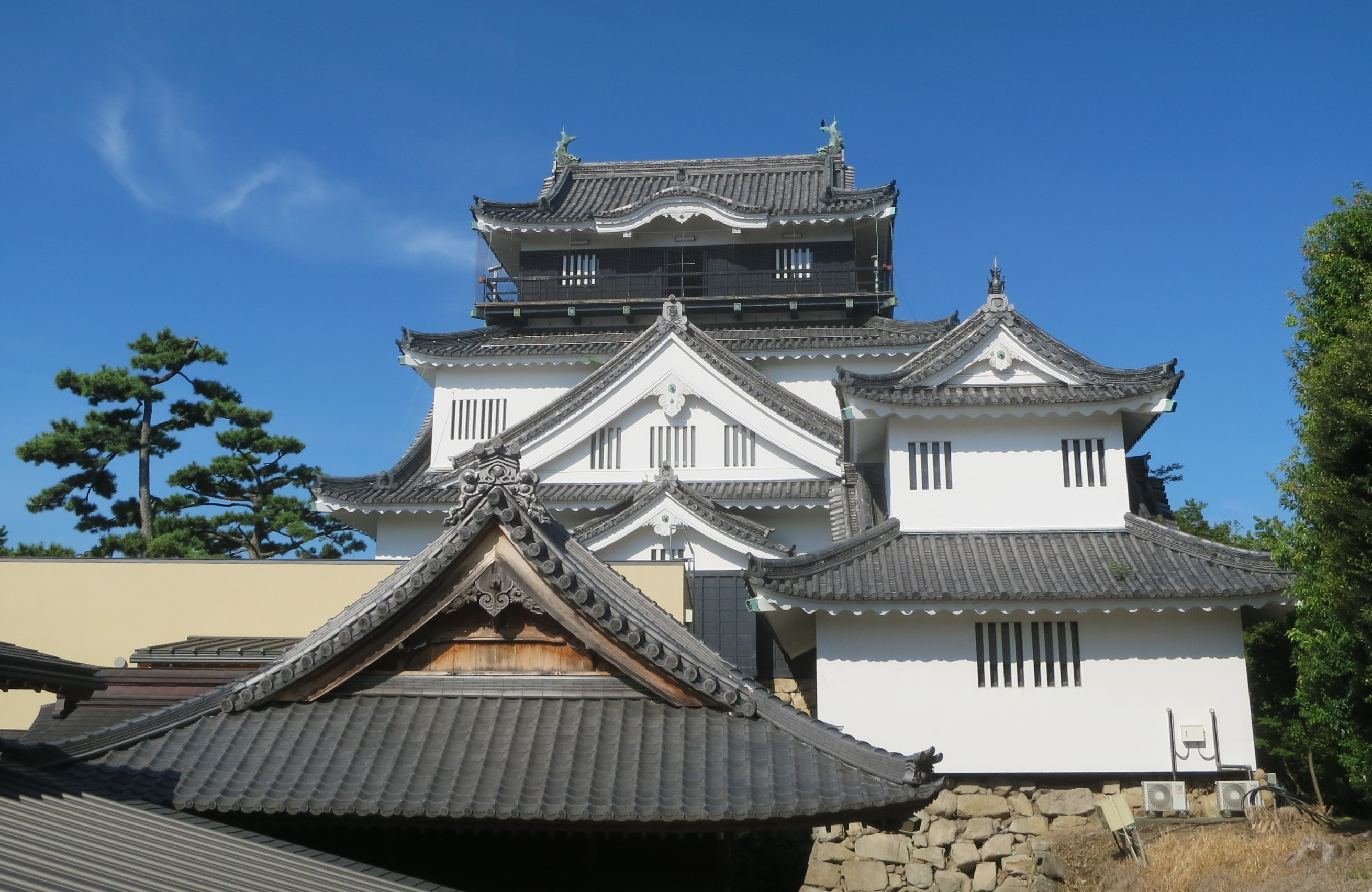
岡崎城天守閣

### 株式会社城戸武男建築事務所時代
- 1961年 椙山女学園大学校舎、中部電力豊橋営業所
- 1962年 梅屋寺本堂及び庫裏、岐阜瓦斯本館、愛知県立大学図書館及び校舎
- 1963年 愛知機械工業健保会館、東邦瓦斯黒川営業所
- 1964年 名古屋市交通局桜山会館、愛知県立大学講堂
- 1965年 東邦瓦斯湯の山荘
- 1966年 一宮信用金庫本店
- 1967年 新日本法規出版本社ビル、白山神社
- 1968年 法音寺本堂
- 1969年 名古屋城二の丸茶亭、中部電力高山営業所
- 1970年 名古屋市修善寺荘、名古屋市中津川野外教育センター
- 1971年 大永初台マンション
- 1973年 愛知県営伝治山高層住宅
- 1974年 貝殻山貝殻史跡公園資料館
- 1975年 東邦瓦斯知多工場諸施設
- 1976年 ヒマラヤ美術館
- 1977年 伊賀信楽古陶館、上野総合市民病院
- 1978年 七州城

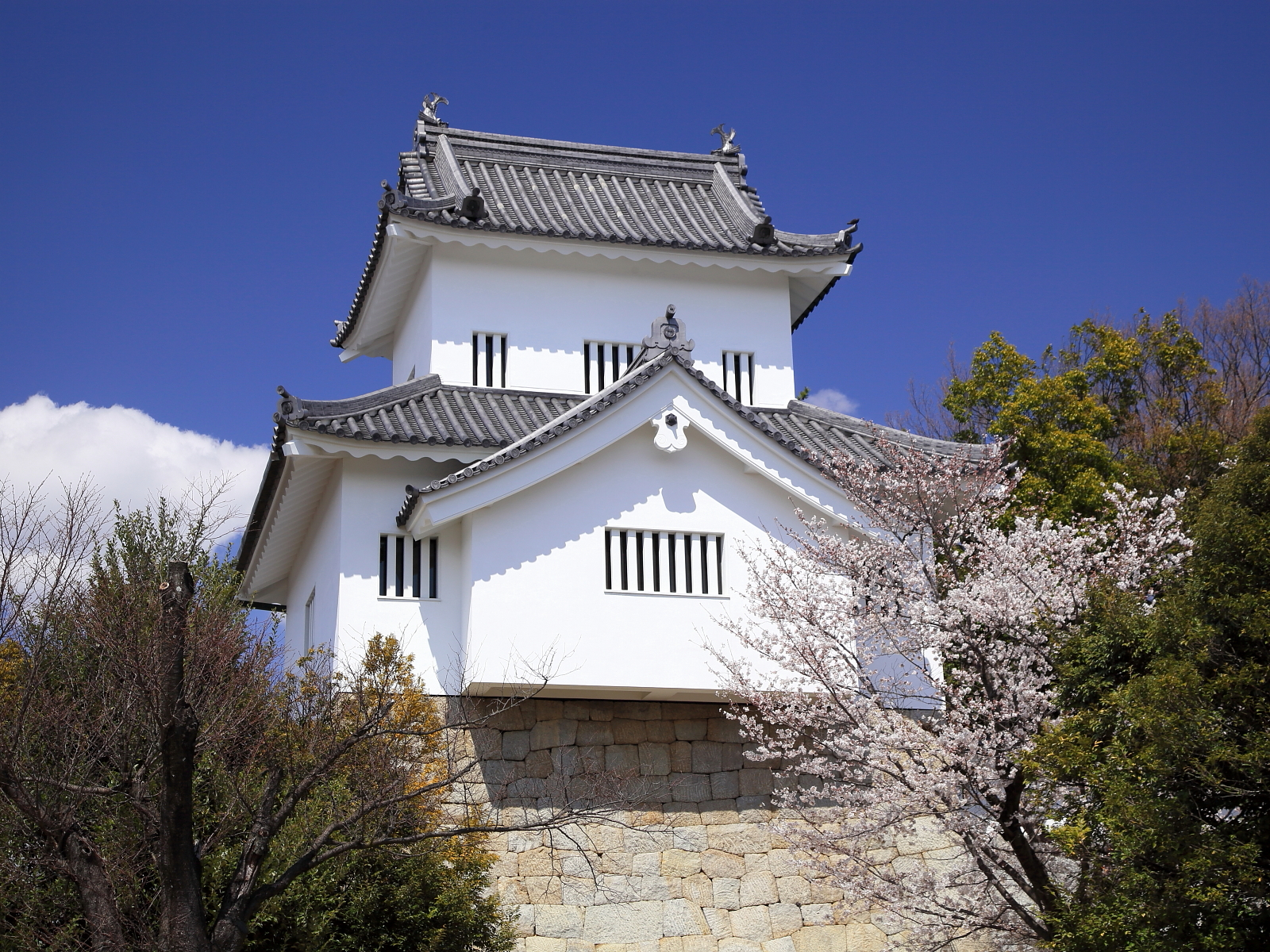
七州城

出典 : 建築家城戸武男追悼特集